# Grov ljuslav
Grov ljuslav (Xanthoria fulva) är en lavart som först beskrevs av Hoffm., och fick sitt nu gällande namn av Josef Poelt och W. Petutschnig. Grov ljuslav ingår i släktet vägglavar, och familjen Teloschistaceae. Arten är reproducerande i Sverige.

## Bildgalleri

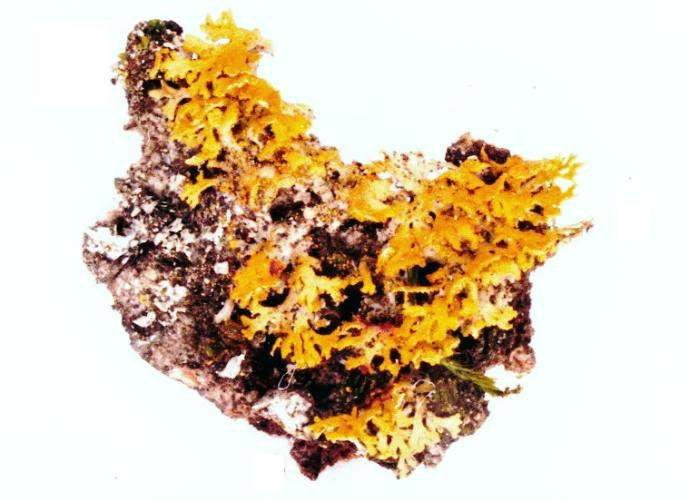